# Crystyle
Crystyle è il quinto EP del gruppo musicale sudcoreano CLC, pubblicato il 17 gennaio 2017 dalla Cube Entertainment.
Come promozione, il gruppo si è esibito in vari show musicali sudcoreani, come Inkigayo e Music Bank.
L'EP è arrivato al 10º posto nella classifica di Gaon Album Chart e 6° nella classifica statunitense di Billboard World Albums. Ha venduto circa 5 769 copie nel mese di febbraio.

## Tracce
1. Liar – 3:17 (testo: Big Sancho, Yorkie – musica: Devine Channel, Holiday)
2. Hobgoblin (도깨비?) – 3:30 (testo: Hyuna, Sorn, Big Sancho, Seo Jaewoo, Son Youngjin – musica: Big Sancho, Seo Jaewoo, Son Youngjin)
3. Mistake – 3:08 (testo: Yeeun, Big Sancho, Ferdy – musica: Big Sancho, Ferdy, Devine Channel)
4. Meow Meow (미유미유?) – 3:18 (testo: Son Youngjin, Jo Sungho – musica: Son Youngjin, Jo Sungho, Devine Channel, Geoff Earley)
5. I Mean That (말이야?) – 3:14 (testo: Yeeun, Son Youngjin, Kang Dongha – musica: Son Youngjin, Kang Dongha)
6. Depression (눈물병?) – 3:27 (Son Youngjin, Jo Sungho)

## Classifiche
| Classifica (2017) | Posizione massima |
| ----------------- | ----------------- |
| Corea del Sud     | 10                |